# Russell L. Vittrup

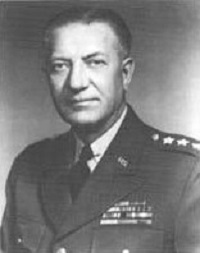
TRussell L. Vittrup

Russell Lowell Vittrup  (* 28. Juli 1906 in Rockdale, Milam County, Texas; † 7. Dezember 1992 in Washington, D.C.) war ein Generalleutnant der United States Army. Er war unter anderem Kommandeur der 24. Infanteriedivision.
Russell Vittrup war ein Sohn von Carl John Vittrup (1877–1935) und dessen Frau Grace Truman Kinney (1881–1986). Er besuchte zunächst die Southern Methodist University. In den Jahren 1925 bis 1929 durchlief er die United States Military Academy in West Point. Nach seiner Graduation wurde er als Leutnant der Infanterie zugeteilt. In der Armee durchlief er anschließend alle Offiziersränge vom Leutnant bis zum Drei-Sterne-General.
Im Lauf seiner militärischen Karriere absolvierte Vittrup verschiedene Kurse und Schulungen. Dazu gehörten unter anderem ein Infanterie- und ein Panzerkurs, das Command and General Staff College, das National War College und das United States Army War College.
In den 1930er Jahren absolvierte er den für Offiziere in den jeweiligen Rangstufen üblichen Dienst in unterschiedlichen Einheiten und Standorten. Dazu gehörten auch Aufgaben als Stabsoffizier in verschiedenen Hauptquartieren. Dabei war er unter anderem am Panamakanal stationiert. Außerdem war er Dozent für Militärtaktik an der Militärakademie in West Point.
Nach dem amerikanischen Eintritt in den Zweiten Weltkrieg gehörte Vittrup in verschiedenen Funktionen dem Generalstab in Washington, D.C. an. Ab Juni 1943 war er auf dem atlantischen Kriegsschauplatz eingesetzt. Er nahm am Afrikafeldzug und dem Beginn des Italienfeldzugs der Alliierten teil. Dann gehörte er zu den Einheiten die in Südfrankreich landeten und durch das Rhonetal und die Vogesen nach Deutschland vordrangen. Dabei diente er in der Sixth United States Army Group.
Nach dem Ende des Kriegs kehrte er in die Vereinigten Staaten zurück, wo er für einigen Zeit Verbindungsoffizier zwischen dem Kriegsministerium und dem Außenministerium war. Im weiteren Verlauf wurde erneut nach Panama versetzt, wo er zunächst Stabsoffizier beim dortigen Caribbean Command war. Später kommandierte er das 33. Infanterieregiment in Fort Kobbe (Panama). Im Jahr 1952 erreichte Russell Vittrup mit seiner Beförderung zum Brigadegeneral die Generalsränge. In der Folge wurde er nach Athen in Griechenland zur Joint U.S. Military Assistance Group versetzt, wo er zwischen August 1952 und September 1953 die Heeresteile dieses aus mehreren Teilstreitkräften der USA bestehenden Kommandos kommandierte. Danach bekleidete er bis 1955 Generalstabsaufgaben im Pentagon. Wenig später wurde er, inzwischen als Generalmajor, nach Südkorea versetzt, wo er zwischen Oktober 1956 und April 1957 die 24. Infanteriedivision kommandierte. Anschließend war er für einige Zeit Stabschef der 8. Armee in Südkorea.
Daran schloss sich eine Versetzung nach Hawaii an, wo er bis 1961 die Stabsabteilung G3 für Operationen und Planungen des damaligen Army Pacific Commands leitete. Nach einer Verwendung als Leiter der Stabsabteilung G1 (Personal) im Heeresministerium wurde Vittrup inzwischen im Rang eines Generalleutnants Stabschef bei EUCOM. Dieses Amt hatte er bis zu seiner Pensionierung im Jahr 1965 inne.
Nach dem Ende seiner Militärzeit lebte Vittrup für einige Jahre in Alexandria in Virginia. Er war als Firmenberater tätig und gehörte dem Vorstand der Army-Air Force Mutual Aid Association an. Außerdem war er unter anderem Mitglied im Army-Navy Club. Später lebte er in einem Seniorenheim bei Fort Belvoir. Er starb am 7. Dezember 1992 im Walter Reed Army Medical Center in Washington, D.C. und wurde auf dem amerikanischen Nationalfriedhof Arlington beigesetzt.

## Orden und Auszeichnungen
Russell Vittrup erhielt im Lauf seiner militärischen Laufbahn unter anderem folgende Auszeichnungen:
- Army Distinguished Service Medal
- Legion of Merit
- Bronze Star Medal